# Karol von Mikuli

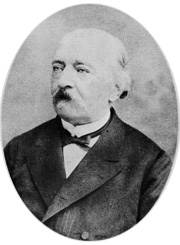
Karol Mikuli

Karol Mikuli (Carol, Carl, Karl, Miculi, armenisch Karol Pstikyan Կարոլ Միկուլի oder Կարոլ Պստիկյան); * 20. Oktober 1819  in Czernowitz, Bukowina; † 21. Mai 1897 in Lemberg, Galizien war ein polnischer Pianist, Komponist und Musikpädagoge armenischer Herkunft. Er wurde besonders als Schüler Frédéric Chopins bekannt.

## Leben
Karol Mikuli studierte zuerst in Wien Medizin, ging dann nach Paris, wo er von 1844 bis 1848 Schüler von Frédéric Chopin war. Bei Napoléon-Henri Reber studierte er Komposition. Die Revolution 1848 vertrieb ihn in seine Heimat. Nachdem er sich als Pianist mit Konzerten in verschiedenen österreichischen, russischen und rumänischen Städten bekanntgemacht hatte, wurde er 1858 zum künstlerischen Direktor des Galizischen Musikvereins zu Lemberg (Konservatorium, Konzerte usw.) gewählt. 1888 trat er von der Leitung des Musikvereins zurück und leitete nur noch eine Privatschule. Er veröffentlichte die erste Gesamtausgabe der Werke Chopins, deren Interpret er bis zum Ende seines Lebens war. Mikulis Ausgabe der Werke Chopins (Kistner) enthält viele Korrekturen und Varianten nach Chopins eigenhändigen Randbemerkungen in Mikulis Schulexemplar.

## Schüler
Berühmte Schüler waren Moriz Rosenthal, Raoul Koczalski und Ciprian Porumbescu.

## Zitate

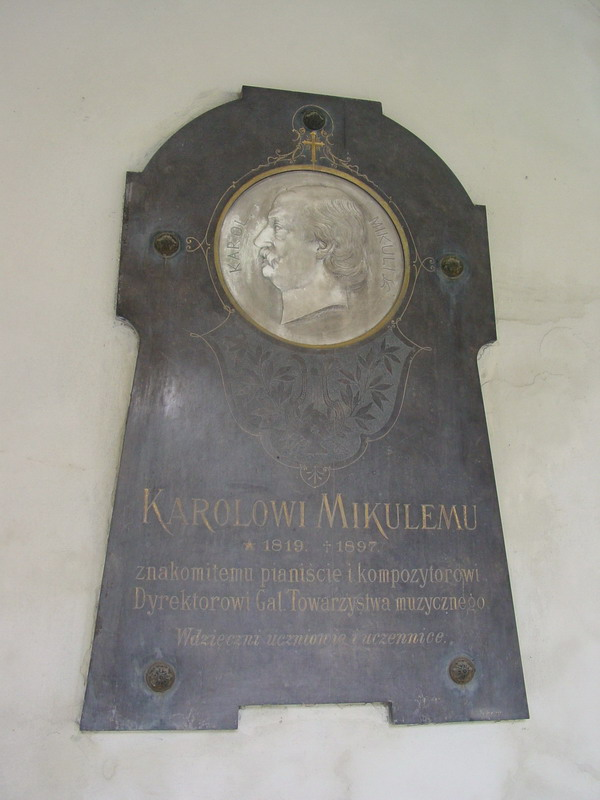
Mikulis Denkmal in Lemberg

„Der erstaunliche Charme, die Poesie und die Originalität, die vollkommene Freiheit und die absolute Klarheit von Chopins Spielen können nicht beschrieben werden. Es ist vollkommen in jeder Richtung.“

## Werke

### Werke mit Opuszahl
- Prelude et presto agitato, op. 1
- Zwei Polonaisen op. 8
- Six pièces pour piano, op. 9; erschienen in Wien (Verlag: Spina)
- Serenade für Klarinette und Klavier op. 22 (rumänisch: Serenadă pentru clarinet și pian op. 22)
- Variantes harmoniques sur la gamme d'Ut majeure pour piano à 4 mains, op. 23; erschienen in Leipzig (Verlag: Kistner)
- Pieces pour piano op. 24
- Paraphrase sur un ancien chant de Noël polonais pour 4 voix avec instruments á cordes et orgue, op. 31
- Zwei geistliche Lieder für Männerchöre und Soli, op. 32
- Veni creator für gemischten Chor und Orgel, op. 33

### Werke ohne Opuszahl
- Klavierstücke (rumänisch: Piese pentru pian)
- Douze airs nationaux roumains (ballades, chants des Bergers, airs de danse etc.) / recueillis et transcrits pour le piano par Charles Mikuli; Erschienen in Paris (Verlag: Kallenbach, ca. 1900)

## CD-Aufnahmen
- Karol Radziwonowicz: Karol Mikuli - Piano Works